# Katedra św. Macartana w Monaghan
Katedra św. Macartana w Monaghan (ang. St. Macartan's Cathedral) – katedra rzymskokatolicka w Monaghan. Główna świątynia diecezji Clogher. Mieści się przy London Road.
Budowa świątyni rozpoczęła się w 1862, zakończyła w 1893, konsekrowana w 1893. Reprezentuje styl neogotycki. Zaprojektowana przez architektów Jamesa Josepha McCarthy’ego i Williama Hague'a. Posiada wieżę.